# Ярцев, Григорий Фёдорович
Григорий Фёдорович Ярцев (1858—1918) — русский художник-пейзажист, архитектор и путешественник.
Творчество живописца непосредственно связано с его путешествиями, которые он нередко совершал по заданиям Русского географического общества: путешествовал по Сибири, Алтаю, провел много времени на Кавказе, побывал в других российских губерниях и регионах, совершил путешествие по Франции.

## Биография
Родился в 1858 году.
Первоначальное художественное образование получил в воскресных классах Строгановского училища. В 1877—1882 годах учился на естественном факультете Московского университета. В начале 1880-х годов занимался живописью под руководством Василия Поленова и Александра Киселёва. С 1885 года Ярцев стал принимать участие в деятельности Товарищества передвижных художественных выставок.

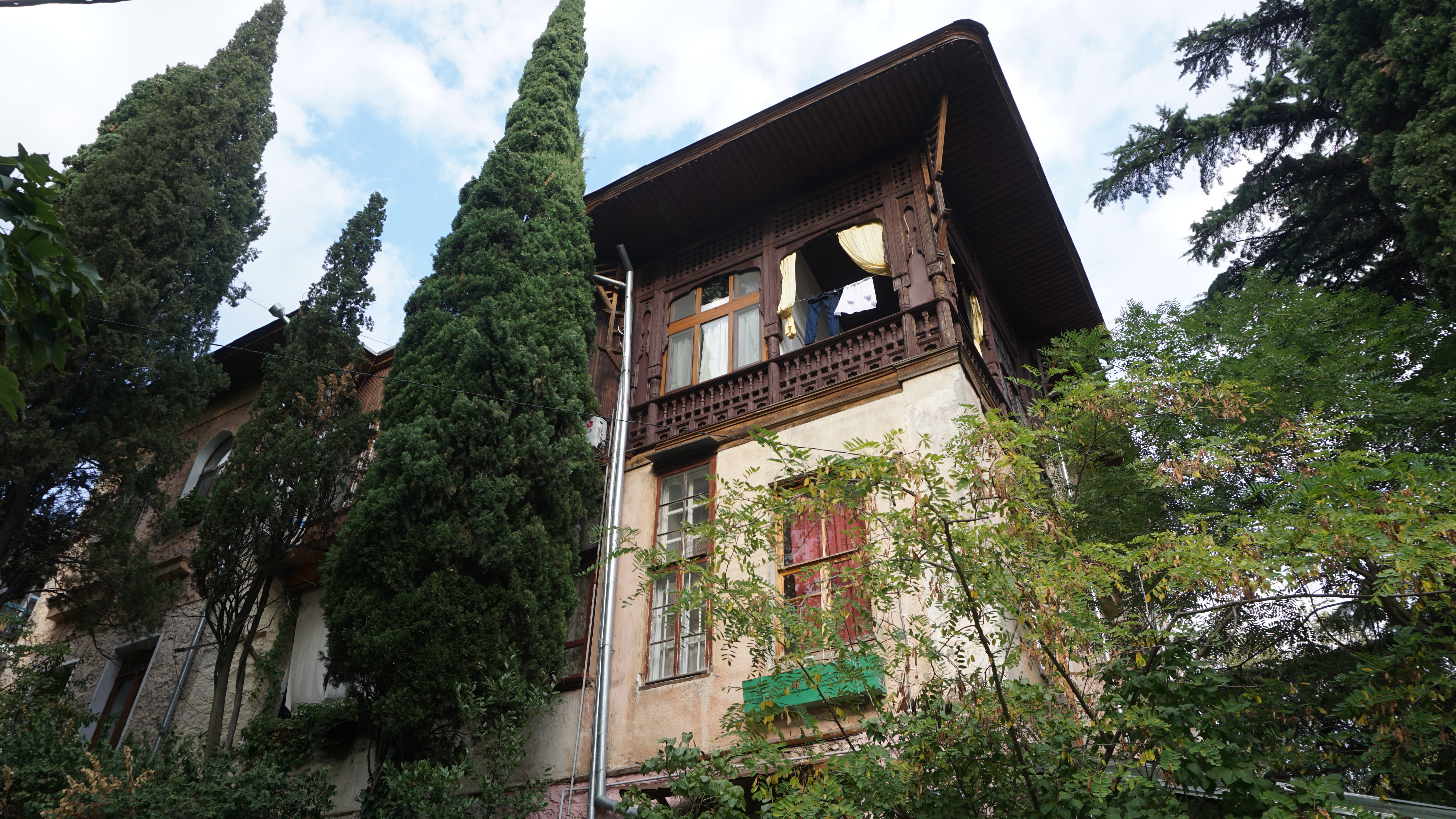
Дом Г. Ф. Ярцева в Ялте, построенный по его проекту, ныне объект культурного наследия

Руководством Русского географического общества Григорий Фёдорович был направлен для работы в Крым, где построил для себя по собственному проекту трехэтажный дом в Ялте, флигель которого сдавал Максиму Горькому, врачу Л. В. Средину. Ныне это объект культурного наследия народов России регионального значения, современный адрес — улица Войкова, 9.
В 1900 году его картины экспонировались на Всемирной выставке в Париже и были удостоены серебряной медали.

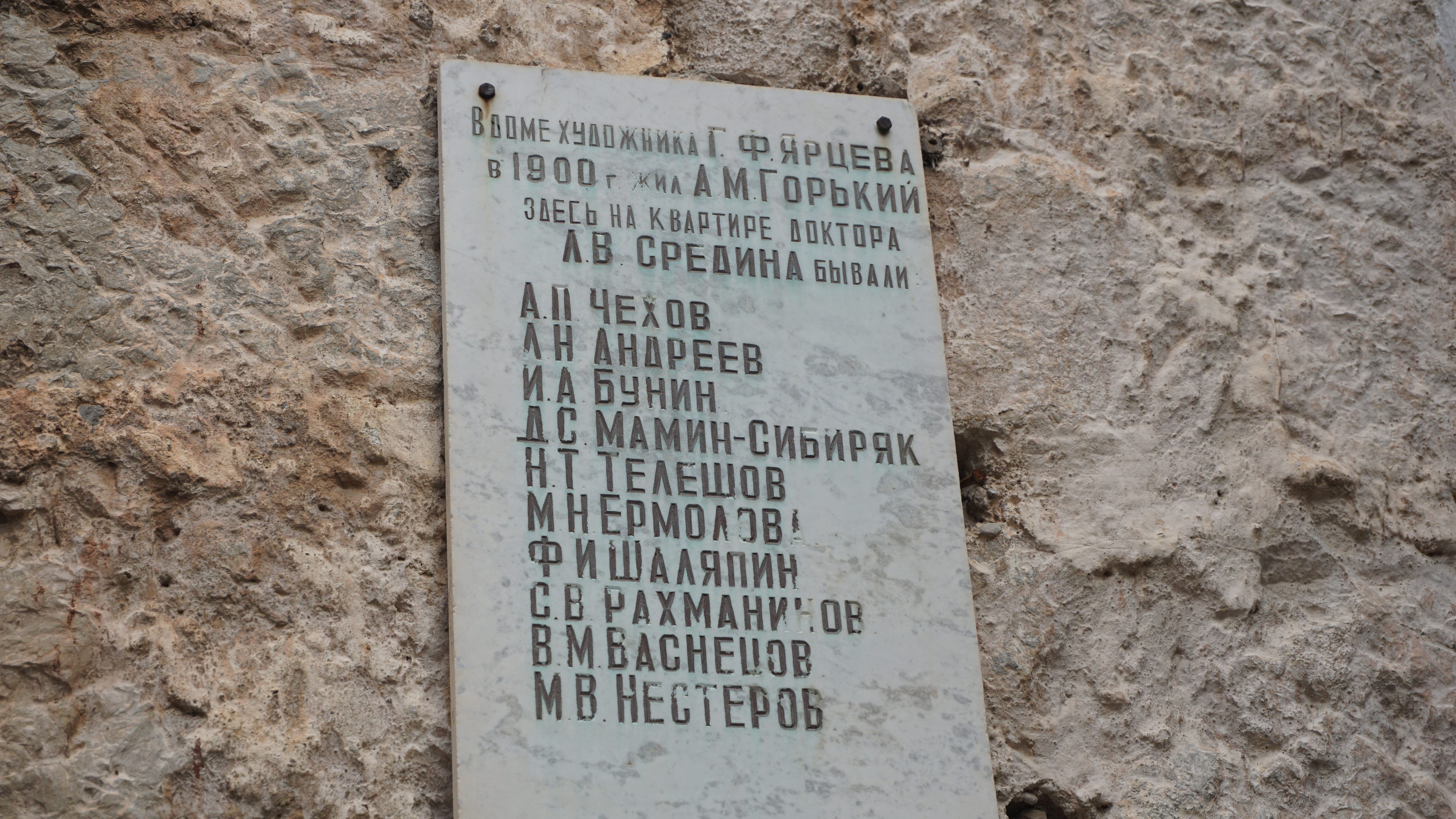
Мемориальная доска

Вместе с председателем правления Крымского отделения Крымско-Кавказского горного клуба врачом климатологом В. Н. Дмитриевым и его сыном-гимназистом и создал для музея рельефную карту части Южного берега Крыма. Диорама использовалась в экспозиции Ялтинского исторического музея вплоть до середины 50-х годов XX столетия.
В 1907 году в числе других за неблагонадёжность он был выслан из Ялты, в ходе зачисток ялтинским градоначальником полковником И. А. Думбадзе окрестностей царской резиденции Ливадийского дворца от революционно настроенного элемента. Вернулся в Москву и стал работать помощником у архитектора П. П. Малиновского. Имел частную архитектурную практику в Москве, построил доходный дом Мазинга (1912, Малый Знаменский переулок, 7/10 и доходный дом по Зубовскому бульвару, 15 (ок. 1910).
Состоял членом Русского технического общества и строительной комиссии по сооружению университета имени Шанявского.
Умер в 1918 году, похоронен на Ваганьковском кладбище; могила утрачена.
Был женат на Анне Владимировне Вишняковой (1860—1939). Всего у Ярцевых было пять дочерей, старшая из них — Мария Григорьевна (по первому мужу Дмитриева, по второму — Рейн; 1884—1952), антропософка; младшая — Анна Григорьевна (по мужу Подъяпольская; 1894—1964), мать ученого и диссидента Григория Сергеевича Подъяпольского (Подъяпольский, Григорий Сергеевич). Потомки художника проживают в Москве и Бостоне, США.

## Творчество
Работы Ярцева находятся во многих музеях и картинных галереях городов России, в том числе и в Государственной Третьяковской галерее в Москве.

## Память
- В РГАЛИ имеются документы, относящиеся к Г. Ф. Ярцеву.[6]